# Jihočeské matky
Jihočeské matky jsou občanské sdružení, jehož hlavní činností je zveřejňování informací o jaderné energetice a alternativních zdrojích energie. Veřejnost často vnímá toto sdružení pouze jako nejhlasitějšího českého odpůrce jaderné elektrárny Temelín, Jihočeské matky se však angažují mj. v řešení problému chemické úpravny uranových rud MAPE v Mydlovarech nebo ve výstavbě dálnice D3. Nejznámější představitelkou sdružení je bývalá první místopředsedkyně Strany zelených, místostarostka Českého Krumlova a bývalá ministryně školství Dana Kuchtová.

## Historie sdružení
Jihočeské matky vznikly jako neformální seskupení zájemců o ochranu životního prostředí na konci roku 1989, formálně byly zaregistrovány v roce 1992. Název sdružení vychází z toho, že v době vzniku tvořily ženy výraznou většinu členské základny. Podle současných stanov může být jihočeskou matkou i muž.
Činnost sdružení byla nejprve omezena na svolávání demonstrací. Ty byly organizovány např. v den výročí katastrofy v ukrajinské jaderné elektrárně Černobyl nebo v období okolo roku 1993, kdy vláda Václava Klause rozhodovala o dostavbě temelínské elektrárny.
Po schválení dostavby většina lidí rezignovala na další veřejný odpor. V té době se Jihočeské matky rozhodly omezit veřejná vystoupení proti elektrárně a zaměřily se na informační přesvědčování veřejnosti o ekologické i ekonomické nevýhodnosti jaderné energetiky. Sdružení pořádá semináře, výstavy a tiskové konference, vytváří studie, vede správní řízení a soudní spory s úřady.
Jako protiváha později vzniklo sdružení Jihočeští taťkové, které Jihočeským matkám v otázkách jaderných elektráren oponuje.

## Financování činnosti sdružení
Jihočeské matky jsou svými odpůrci často obviňovány, že jejich názor na jadernou energetiku je ovlivněný tím, že jsou financovány rakouskými odpůrci jaderné elektrárny Temelín. Sdružení vazbu na rakouské sponzory nepopírá a argumentuje tím, že „protemelínští“ jednotlivci a sdružení jsou upláceni provozovatelem JE Temelín – společností ČEZ. V roce 2008 sdružení Jihočeské matky podle hornorakouské zprávy obdrželo z financí na podporu zdravotnictví 40 545 eur (1,03 milionu korun).